# Angelika Grieser
Angelika Grieser (* 14. Juli 1959 in Schwäbisch Gmünd) ist eine deutsche Schwimmerin und Olympiateilnehmerin. Die 1,67 m große und 59 kg schwere Athletin startete für den SV Schwäbisch Gmünd und die SSF Bonn.
Ihre Spezialität war das Rückenschwimmen. Sie gewann mehrere Deutsche Meisterschaften:
- 100 m Rücken: 1973, 1974, 1975 und 1976
- 200 m Rücken: 1973, 1974, 1975, 1976 und 1979

International erfolgreich war sie als Mitglied der 4 × 100-m-Lagenstaffel.
- Bronze bei den Weltmeisterschaften 1973 in Belgrad (Team: Angelika Grieser, Petra Nows, Gudrun Beckmann und Jutta Weber) in 4:26,57 min hinter der DDR (Gold in 4:16,84 min) und den USA (Silber in 4:25,80 min).
- Silber ein Jahr später bei den Europameisterschaften in Wien in 4:23,50 min (Team: Angelika Grieser, Christel Justen, Beate Jasch und Jutta Weber). Nur die DDR (Gold in 4:13,78 min) war schneller. Bronze ging an Schweden in 4:23,90 min.

Kein Glück hingegen hatte Angelika Grieser bei den Olympischen Spielen 1976 in Montreal. Weder über 100 noch über 200 m Rücken konnte sie sich für das Finale qualifizieren, und die Lagenstaffel, die in der Besetzung Angelika Grieser, Dagmar Rehak, Gudrun Beckmann und Marion Platten antrat, wurde im Vorlauf disqualifiziert.